# Deltafase 1
Deltafase 1, ook wel bekend als Delta Phase 1, is een korte documentaire uit 1962 van de Nederlandse filmregisseur Bert Haanstra. De film toont hoe in 1961 het Veerse Gat wordt afgesloten met een dam tijdens de bouw van de Deltawerken. Sinds 2013 is er een digitale versie van de film in het bezit van het Rijksmuseum in Amsterdam.